# Дюте, Розали
Розали Дюте́ (фр. Rosalie Duthé, урождённая Жерар, фр. Gérard; 1748, Версаль — 24 сентября 1830, Париж) — французская актриса, танцовщица, куртизанка, натурщица, мемуаристка.

## Биография
Дочь служителя Версальского дворца. Воспитывалась в монастыре. В 1767 году была принята в балетную труппу парижской Оперы. В 1786 переехала в Лондон, играла в театре, имела европейскую известность и множество поклонников, включая английского финансиста Джорджа Уиндэма, Филиппа Эгалите и будущего короля Карла X. Одним из её именитых покровителей был банкир Жан-Фредерик Перрего, по преданию умерший в своем замке (1808), любуясь портретом Дюте работы Анри-Пьера Данлу, написанным в 1792 году.

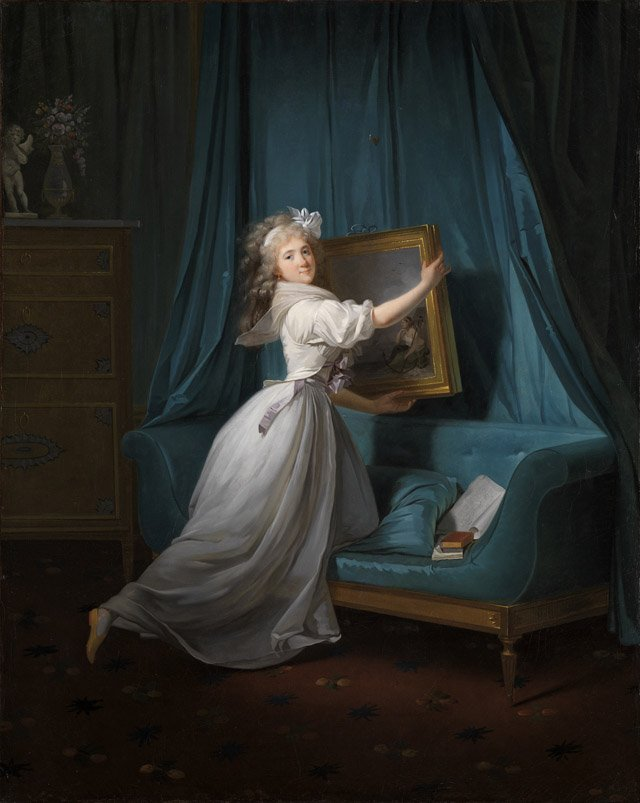
Розали Дюте (портрет работы Пьера Анри Данлу)

Умерла в забвении. Похоронена на кладбище Пер-Лашез. После кончины были опубликованы её воспоминания (фр. Galanteries d'une demoiselle du monde ou Souvenirs de Mademoiselle Duthé, 1833), позже они были переизданы под редакцией Поля Жинисти (1909).

## Образ в искусстве
Розали Дюте любили писать многие классицистические и раннеромантические художники последней четверти XVIII в., именитые в ту эпоху. Среди них были Шарль-Амеде-Филипп ван Лоо, Франсуа Юбер Друэ, Лье-Луи Перен, Пьер-Поль Прюдон, Жак-Антуан-Анри Лемуан, Жан-Фредерик Шалль и др., её бюст изваял Гудон. Известны несколько портретов обнажённой красавицы-блондинки.
Её упоминает Шамфор в своих «Характерах и анекдотах».

## Мемуары
- Souvenirs de mlle Duthé de l’Opéra (1748—1830). Paris: L. Michaud, 1909